# Il était une fois un chien
Pour plus de détails, voir Fiche technique et Distribution.
Il était une fois un chien (en russe : Жил-был пёс, Zhil-byl pios) est un film d'animation soviétique réalisé par Édouard Nazarov sorti en 1982. Ce film est une adaptation du conte populaire ukrainien Sirko. Il reçoit le 3e prix spécial du jury au Festival international du film d'animation d'Annecy en 1983.

## Synopsis
L'histoire se déroule dans un village ukrainien. Un vieux chien devenu encombrant est chassé par son propriétaire qui l'abandonne dans les bois. Il y est surpris par son ancien ennemi, le Loup. Les deux finissent par sympathiser et le Loup trouve le moyen pour aider le Chien. Lors d'un pique-nique de la famille, le Loup va faire semblant d'enlever le bébé, ce qui permet au Chien de faire semblant de le sauver. En récompense, le Chien est ramené à la maison avec les honneurs.
La vie reprend son cours. En hiver, les propriétaires du chien organisent le mariage de leur fille. Se sentant redevable envers le Loup, le Chien y voit l'occasion de rembourser sa dette. Discrètement, il introduit son ami dans la maison, le cache sous la table où il lui donne à manger et à boire la nourriture et l'alcool volés sur la table de fête. Au bout d'un moment, le Loup, ivre, a envie de chanter, et malgré les supplications du chien se met à hurler. Les invités, découvrant l'animal sauvage, s'emparent de toutes sortes d'objets pour s'en protéger, mais le Chien « chasse » l’intrus hors de la maison. Dehors dans la nuit, le Loup remercie le Chien, lui dit au revoir et, quitte les lieux en démolissant au passage la clôture, car alourdi par la quantité de nourriture ingurgitée, il n'est pas capable de sauter par dessus. Le chien en silence le suit du regard.

## Fiche technique
- Titre : Il était une foi un chien
- Titre original russe : Жил-был пёс
- Réalisation : Édouard Nazarov
- Scénario : Édouard Nazarov
- Photographie : Mikhaïl Drouïan
- Animateurs de clés : Édouard Nazarov, Alla Goreva
- Animateurs : Anatoli Abarenov (ru), Elvira Maslova (ru), Sergueï Dejkine (ru), Vladimir Zaroubine (ru), Marina Voskaniants (ru)
- Son : Boris Filtchikov (ru)
- Producteur exécutif : Ninel Lipnitskaïa
- Rédaction : Raïssa Fritchinskaïa (ru)
- Production : Soyuzmultfilm
- Pays :  Union soviétique
- Durée : 10 minutes 36 secondes
- Sortie : 1982

## Voix
- Gueorgui Bourkov : Chien
- Armen Djigarkhanian : Loup